# Ziua furnicilor
Ziua furnicilor (franceză Le Jour des fourmis) este un roman științifico-fantastic din 1992 scris de autorul francez Bernard Werber. Este al doilea roman din trilogia Furnicile, alături de Furnicile și Revoluția furnicilor.

## Povestea
La fel ca primul roman al trilogiei, Furnicile, în Ziua furnicilor se împletesc povești din lumea oamenilor cu cele din lumea furnicilor. A trecut un an de la evenimentele din Furnicile. 17 persoane, printre care se numără mai multe rude ale pionierului în comunicațiile inter-specii, defunctul Edmond Wells, sunt încă prinse sub mușuroiul de furnici cunoscut ca Bel-o-kan.
De când furnicarul este condus de Chli-pou-ni, proviziile de hrană acordate de furnici oamenilor sunt din ce în ce mai mici, deoarece noua regină nu crede în cooperarea cu oamenii (pe care îi numește Degete), ci dorește distrugerea lor. Ea pune sub comanda furnicii 103 683 o întreagă armată a cărei misiune o constituie cruciada împotriva Degetelor și eliminarea acestora de pe suprafața Pământului.
Între timp, în Paris au loc crime ciudate, mai mulți producători de insecticide fiind găsiți morți în circumstanțe deosebite, fără posibilitatea de a se găsi vreo explicație a modului în care au fost comise crimele. Comisarul Jacques Méliès și ziarista Laetitia Wells - fiica aceluiași Edmond Wells - încearcă să rezolve misterul și descoperă un cuplu care a reușit să intre în posesia Pietrei de la Rosetta, mijlocul de comunicare cu furnicile. Descoperind fascinanta lume a furnicilor, cei doi au decis să o protejeze și, cu ajutorul unor furnici artificiale, au pus la cale asasinarea producătorilor de insecticide.
Cruciada condusă de 103 683 are parte de succese și de eșecuri, Pe de o parte, reușește să determine o serie de specii de insecte - printre care se numără furnici, albine, termite, și muște - să colaboreze și să pună bazele unei așezări comune, dar pe de altă parte este distrusă la primul contact cu Degetele. Singura supraviețuitoare, 103 683, reușește să ia legătura cu Jacques și Laetitia și le transmite informația despre oamenii rămași captivi sub Bel-o-kan.
Aceștia, sortiți morții prin înfometare, trec la un alt nivel de comuniune, de factură spirituală, care le permite să supraviețuiască, transformați într-un soi de organism comun. Eliberarea lor implică dificultatea de reintegrare în societatea umană, rămasă la stadiul individualist. În plus, joaca de-a zeul a unuia dintre membrii comunității - indusă furnicilor din Bel-o-kan prin intermediul Pietrei de la Rosetta - a dus la apariția religiei în sânul comunității myrmicine, cu toate avantajele și dezavantajele acesteia. Încercarea reginei Chli-pou-ni de a pune capăt mișcării religioase și a ritualurilor aferente se soldează cu un eșec și duce, în cele din urmă, chiar la moartea ei.

### Capitolele cărții
- Primul arcan - Stăpânii zorilor
- Al doilea arcan - Zeii subterani
- Al treilea arcan - Prin sabie și prin mandibulă
- Al patrulea arcan - Vremea confruntărilor
- Al cincilea arcan - Seniorul furnicilor
- Al șaselea arcan - Imperiul Degetelor

## Lista personajelor

### Oameni
- Jacques Méliès - comisar în poliția pariziană, renumit pentru rapiditatea cu care rezolvă orice caz
- Laetitia Wells - ziaristă la publicația Écho du dimanche, fiica lui Edmond Wells, pasionată de entomologie și de enigme
- Juliette Ramirez - câștigătoarea mai multor ediții consecutive a concursului de televiziune Capcană de gândire
- Arthur Ramirez - soțul Juliettei, pasionat de entomologie, construiește o Piatră de la Rosetta și un batalion de furnici de oțel
- Jonathan Wells - fost lăcătuș, nepot al lui Edmond Wells, locuitor al așezării de sub Bel-o-kan
- Lucie Wells - soția lui Jonathan, locuitoare a aceleiași așezări
- Nicolas Wells - fiul lor, locuitor al aceleiași așezări, induce furnicilor conceptul de zei și de religie prin intermediul Pietrei de la Rosetta
- Augusta Wells - mama lui Edmond și bunica lui Jonathan, locuitoare a aceleiași așezări
- Alain Bilsheim - fost polițist, locuitor al aceleiași așezări
- Jason Bragel - biolog, prieten cu Edmond Wells, locuitor al aceleiași așezări

### Furnici
- 103 683 - exploratoare asexuată belokaniană, conducătoarea cruciadei împotriva Degetelor
- Chli-pou-ni - regina cetății Bel-o-kan
- 23 - furnică asexuată deistă
- 24 - furnică asexuată deistă recunoscută pentru faptul că se rătăcește frecvent, pune bazele unei societăți utopice pe Insula Salcâmului, în care alături de furnici se regăsesc termite, muște, albine și diferite coleoptere
- 9 - furnică asexuată pornită în cruciadă alături de 103 683

## Opinii critice
După succesul obținut cu Furnicile, al doilea volum al trilogiei reușește și el să obțină sufragiile cititorilor. În 1993, romanul câștigă Marele Premiu al cititoarelor revistei Elle, iar doi ani mai târziu Marele Premiu al cititorilor colecției Livre de Poche.